# Elektrisk effekt
 For alternative betydninger, se Effekt. (Se også artikler, som begynder med Effekt)
Elektrisk effekt er modtaget eller afgivet elektrisk energi per tidsenhed i et elektrisk kredsløb. På samme måde som mekanisk effekt, bliver elektrisk effekt målt i watt (W). Én watt er lig 1 joule per sekund.
Elektrisk effekt kan også defineres som jævnspænding multipliceret med jævnstrøm, hvor effekt, spænding og strøm er øjebliksværdier eller middelværdier. Formlen kaldes Watts lov eller effektformlen. 
Watts lov kan udledes af Joules første lov - se også Ohms lov kombineret med Watts lov og Joules første lov og Ohms lov:
{\displaystyle P=U\cdot I}
hvor
- P er øjeblikseffekten i watt (W)
- U er øjebliksspændingen i volt (V)
- I er øjebliksstrømmen i ampere (A).

Effekt i tilfældet, hvor strøm og spænding er sinusformede kurver kan beregnes ud fra deres effektivværdier og en såkaldt fasevinkel:
{\displaystyle P=U\cdot I\cdot \cos(\phi )}.
hvor
- P er middeleffekten i (watt, W)
- U er effektivværdien af spændingen i volt (V)
- I er effektivværdien af strømmen i ampere (A).
- {\displaystyle \phi } (phi) er fasevinklen mellem sinuskurverne for spænding og strøm.

Effekt af to funktioner; vekselspænding gange vekselstrøm og hvor resultatet er en funktion for effekten:
{\displaystyle P=U\cdot I}       P, U og I er komplekse funktioner.
hvor
- P er effekten i watt (W)
- U er spændingen i volt (V)
- I er strømmen i ampere (A).